# 위팔라

볼리비아 위팔라

위팔라(영어: wiphala)는 볼리비아 토착민들이 사용하는 네모 모양의 줄무늬로 이루어진 문양이다. 그대로 깃발로도 쓰이며, 현대에 들어서는 옛 잉카 제국 및 그 구성 지역을 나타내는 깃발의 도안으로도 쓰이고 있다. 도안은 가로 7칸, 세로 7칸의 49개의 네모로 이루어져 있으며, 대각선 방향으로는 같은 색이 들어가는 점이 특색이다. 볼리비아의 새헌법에는 위팔라 도안을 볼리비아의 국기 및 국장과 동등한 상징물로 인정하는 조항이 있다.

## 색과 상징
무지개 색과 같은 위팔라의 색깔은 다음과 같은 뜻을 나타낸다.
- 빨강: 대지와 안데스의 사람들
- 주황: 사회와 문화
- 노랑: 에너지
- 하양: 시간
- 초록: 천연자원
- 파랑: 하늘
- 보라: 안데스 정부와 자치권

## 같이 보기
- 무지개기